# Triskaidekafobie

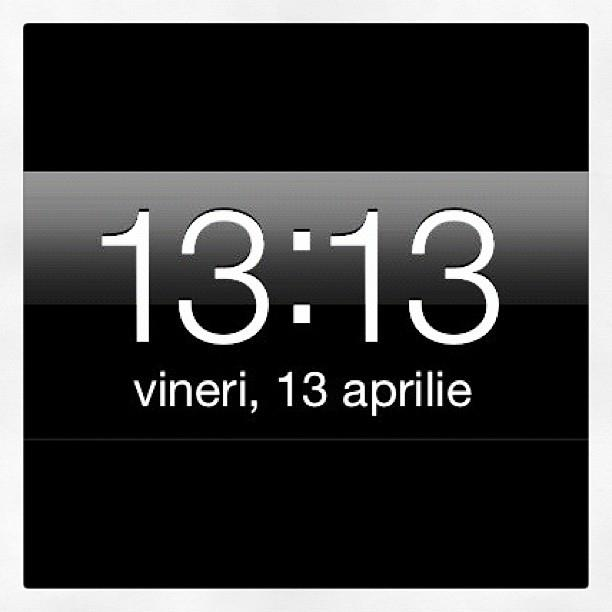
Vineri, 13 aprilie, ora 13 și 13 minute

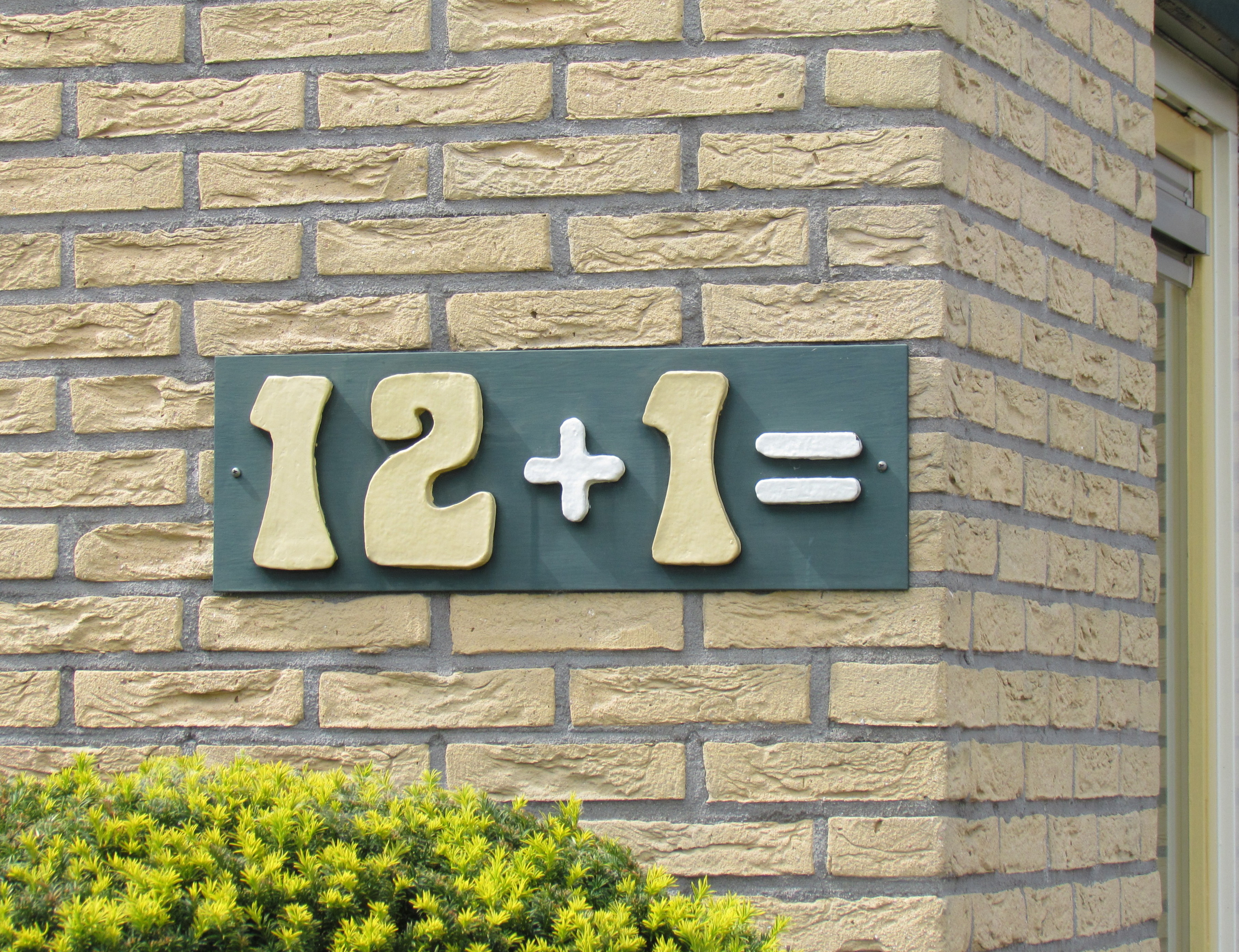
Casă cu numărul 13 evitat

Triskaidekafobia reprezinta fobia de numărul 13.